# 白喉林鶲
为鶲科仙鶲属的鸟类。该鸟大体为褐色，喙相对较长。该鸟于夏季在中国南方的山林间繁殖，至冬季则迁飞至马来半岛、苏门答腊等地越冬。白喉林鹟主要以昆虫为食，通常独自觅食。目前白喉林鹟正面临栖息地破坏和盗猎的威胁，IUCN将该鸟评为“易危”。

## 物种命名
白喉林鹟由英国博物学家亨利·斯拉特于期刊《鹮》上根据采自福建省武夷山脉的正模标本正式描述，彼时学名为“Siphia brunneata”，后被移动至林鹟属。2010年对鹟科鸟类的DNA测序指出该科内存在严重的并系群问题，并对其下级分类进行重组。其中林鹟属被完全拆散，白喉林鹟按基因测序结果被划入仙鹟属，学名也变为今日的Cyornis brunneatus。白喉林鹟目前的属名“Cyornis”由希腊语词汇和组合而来，前者意为“暗蓝色”，后者则意为“鸟”。种加词“brunneatus”则源自拉丁语词汇，意为“褐色”。白喉林鹟是无亚种的单型种。

## 外貌描述
与其他鹟类相比，白喉林鹟体型中等，体长为15厘米左右。成年白喉林鹟体色偏棕，胸部有浅褐色斑纹，颈部为带有暗色鳞状花纹的白色。其翅短，喙长，上颚为黑色，下颚为黄色。与成鸟相比，幼鸟上半身有鳞状褐色花纹，下颚尖端为黑色。该鸟虹膜为褐色，足部为粉色。

## 物种分布
不同于其属内大部分物种，白喉林鹟为长距离迁飞的候鸟。其繁殖地散落于浙江省、安徽省、江苏省、江西省、湖南省、湖北省、广西壮族自治区与广东省的山林之中。该鸟于秋季迁徙至东南亚越冬。其主要越冬地为马来半岛，但自2010年代起亦在苏门答腊岛越冬。此外，安达曼-尼科巴群岛、泰国南部和文莱等地有该鸟的迷鸟记录。

## 生态与习性

### 栖息地
白喉林鹟为森林鸟类，喜好茂密的次生林和原始森林，有时也会出没于竹林中。该鸟多在600—1600米的山地繁殖，但可能出没于海拔更低的地区。繁殖季外白喉林鹟则可能栖息于常绿林、落叶林与红树林中。

### 食性
白喉林鹟主要以小型无脊椎动物为食，常在树冠下层与灌木丛中捕食，有时也会在翻拣落叶堆，还会追逐捕食飞行昆虫。该鸟一般独来独往，但有时也会与其他种类的鸟类一同觅食。

### 鸣叫
白喉林鹟会发出刺耳的颤鸣声，而在求偶时则会连续发出2—5次音调不变的号声。

## 种群保育
白喉林鹟的种群正面临威胁。该鸟高度依赖低地森林与沼泽林地等栖息地，而目前其繁殖地与越冬地对这些生境的砍伐活动均颇为频繁，加之其本身分布面积较小，其种群受栖息地破坏影响尤为严重。此外，广西等地有捕鸟人会用网捕捉白喉林鹟以作野味食用。目前国际鸟盟估计白喉林鹟全球种群数量约为3500—15000只，且有快速下降趋势，IUCN将其评为“易危”。目前白喉林鹟名列中華人民共和國国家重点保护野生动物名录，等级为二级。